# ふるさとの空
「ふるさとの空」（ふるさとのそら）は富山県が2012年（平成24年）に「富山県ふるさとの歌」として発表した県民愛唱歌である。

## 制作の経緯
富山県の成立（置県）130周年記念事業として、富山県庁や富山県経済同友会の有志が組織する「富山県ふるさとの歌づくり実行委員会」が2011年（平成23年）8月に発足し、歌詞の公募を経て、翌2012年7月に本曲が完成した。

## 著作者
- 作詞（原詞）：布村勝志（一般公募）
- 補作詞：須藤晃
- 作曲：久石譲
- 編曲：山下康介

## CD
県ではCD7,000枚を作成し、県内の学校や団体に配布し、本曲の普及を広く呼び掛けている。

### 収録曲
1. 「管弦楽」4:07
  - 演奏：富山シティフィルハーモニー管弦楽団
  - 指揮：土井 浩
  - 録音：富山市民芸術創造センター、2012年6月2日
2. 「独唱（ソプラノ）」3:55
  - 歌唱：高野百合絵
  - 伴奏：福田あき子
  - 録音：BS&T STUDIO、2012年6月10日
3. 「同声二部合唱」3:28
  - 歌唱：南砺市立井波小学校・福野小学校合同合唱団
  - 指揮：山田和美
  - 伴奏：富永則子
  - 録音：南砺市井波総合文化センター、2012年6月16日
4. 「女声三部合唱」3:51
  - 歌唱：富山県立呉羽高等学校音楽部
  - 指揮：黒崎隆憲
  - 伴奏：余川槙菊
  - 録音：富山市婦中ふれあい館、2012年6月16日
5. 「混声四部合唱」4:06
  - 歌唱：合唱団「樂音樹」
  - 指揮：重松秀子
  - 伴奏：齋藤功子
  - 録音：富山市民芸術創造センター、2012年6月3日
6. 「独唱（バリトン）」4:07
  - 歌唱：大畑理博
  - 伴奏：福田あき子
  - 録音：BS&T STUDIO、2012年6月10日
7. 「吹奏楽」4:14
  - 演奏：富山ミナミ吹奏楽団
  - 指揮：牧野 誠
  - 録音：富山市民芸術創造センター、2012年6月17日
8. 「富山県民の歌」2:30
  - 歌唱・演奏：コロムビア合唱団、原信夫とシャープス・アンド・フラッツ

## 接近メロディ
富山県内を運行するあいの風とやま鉄道あいの風とやま鉄道線では、2017年春より本曲のアレンジを一部駅で接近メロディとして使用している。
なお、イントロ部分をアレンジした「verA」が富山市内の各駅（呉羽駅・富山駅・新富山口駅・東富山駅・水橋駅）、サビ部分をアレンジした「verB」が高岡駅で使用される。